# 午王山遺跡
座標: 北緯35度47分46秒 東経139度37分35秒 / 北緯35.79611度 東経139.62639度
午王山遺跡（ごぼうやまいせき）は、埼玉県和光市新倉にある弥生時代の環濠集落を中心とする複合遺跡。2020年（令和2年）3月10日、国の史跡に指定された。

## 位置と概要
荒川右岸の武蔵野台地北縁の丘陵上に位置する、弥生時代の環濠集落跡である。遺跡の所在地は南側が侵食地形のため、独立丘陵となっており、標高は24メートル。遺跡の範囲は東西250メートル、南北は遺跡東部で200メートル、西部で150メートルの規模である。旧石器時代から近世までの遺構があり、中世の火葬墓や板碑も出土しているが、主要な遺構は弥生時代中期後半から後期後半のものである。
本遺跡は、かつて新羅の王子が下向し住んだ場所だとの伝承があり、『新編武蔵風土記稿』には「新羅王居跡」として紹介されている。遺跡名の「ゴボウヤマ」は、本来「御房山」と書くべきものが「午房山」になり、いつしか「午王山」と書かれるようになった。この地がなんらかの遺跡であることは古くから認識されており、地元住民によって土器や銅鏡が採取されるなどしていたが、学術調査が行われるのは1979年（昭和54年）からで、同年から2011年（平成23年）まで、計15次にわたる調査が実施された。その結果、竪穴建物跡150軒以上、濠3条、方形周溝墓5基などが確認されている。

## 遺構・遺物

### 竪穴建物跡
第1次から第14次までの調査で、149軒の竪穴建物跡が発掘されている。最終の第15次の調査は確認調査のみで、発掘は行われなかったが、このときにも新たに3軒の竪穴建物跡が検出され、計152軒となっている。これらの建物跡には、その形態や出土した土器から年代を推定できるものがある一方で、他の建物跡と重複していたり、出土遺物が乏しいなどの理由で年代不明のものもある。年代を推定できる建物跡の数は下記のとおりで、弥生後期中葉の前半から同・後半のものが多い。
- 弥生中期後半 3軒[5]
- 弥生後期前半 13軒[6]
- 弥生後期中葉の前半 27軒[7]
- 弥生後期中葉の後半 23軒[8]
- 弥生後期後半 9軒[9]

### 溝（環濠）
集落の周囲に掘られた溝（環濠）は、A溝・B溝・C溝の3条が確認されている。A溝は集落の周囲を一周しているとみられ、最大幅3.2メートル、最大深さ1.7メートル、環濠としてみた場合の長軸は153メートルである。B溝はA溝の外側にほぼ平行して掘られているが、一周はしておらず、北側の崖の部分で途切れている。最大幅1.8メートル、最大深さ0.95メートル、前述のように北部は途切れているが、長軸は172メートルで、幅と深さはA溝より小さい。A溝とB溝の距離は7から12メートルになる。A溝とB溝については、同時期の掘削か、B溝のほうが後から掘られたかという問題はあるが、少なくとも一時期、A溝とB溝は並存し、二重環濠になっていた時期があったとみられる。地形に制約されない平坦地においても両溝は平行して掘られていることからも、両者が一体的な計画のもとに掘られたことが首肯される。C溝は集落の西側、B溝よりも約60メートル外側の位置で検出されたが、長さ7メートルほどが検出されたのみで、全体の規模は不明である。幅は1.8メートル、深さは1.2メートルである。A・B溝は集落の成立当初から存在したものではない。出土土器や、竪穴建物跡との重複関係からみて、A・B溝は弥生後期中葉の前半（久ヶ原Ⅱ式古段階）に造られ、後期中葉の後半（久ヶ原Ⅱ式新段階）には埋没したとみられる。

### 方形周溝墓
集落の南東側、A・B溝の外側に弥生後期の方形周溝墓5基が確認されている。その位置からみて、居住域と墓域が明確に区分されていたことがわかる。耕作により攪乱されているため、遺構の残存状況はあまりよくなく、周溝が一周するタイプと四隅で分断されるタイプのいずれであるかを含め、不明な点が多い。

### 土器の形式
前述のとおり、本遺跡の竪穴建物跡は、伴出する土器の形式から、弥生中期後半、後期前半、後期中葉の前半・後半、弥生後期後半に分けられている。以上の各時期と、該当する土器形式を整理すると以下のとおりである。中期後半の建物からは南関東系の宮ノ台式土器が出土するが、この時期の建物と推定されるものは3軒のみで、本遺跡の主体となる時期ではない。後期前半の土器は、北関東系（中部高地型）の岩鼻式2・3期と、南関東系の久ヶ原I式が併存する。岩鼻式は中部高地型の櫛描簾状文を特色とする。久ヶ原式の特色は羽状山形文である。この時期の土器は環濠からは出土せず、この時期には環濠がまだ造られていなかったとみられる。建物の平面形は隅丸長方形で、複数の炉を有するのが特色である。なお、本遺跡の弥生中期集落と弥生後期集落は、直接連続せず、間に空白期が存在した可能性がある。
弥生後期中葉から後半にかけては、下戸塚式土器が伴出する。建物の平面形は楕円形ないし小判形となる。東京都新宿区の下戸塚遺跡を標式遺跡とする下戸塚式土器は、東遠江の菊川式土器に類似しており、ハケ刺突文・ハケ目沈線を特色とする。後期中葉の前半は下戸塚式の中段階古期に相当し、久ヶ原Ⅱ式古段階の土器も出土する。本遺跡の環濠はこの時期に造られたとみられる。後期中葉の後半は下戸塚式の中段階新期に相当し、久ヶ原Ⅱ式新段階の土器も出土する。この時期には早くも環濠が埋没する。弥生後期後半は下戸塚式新段階に相当し、この時期を最後に集落は廃絶する。

## 本遺跡の特色
弥生時代の環濠集落は各地にみられるが、本遺跡は関東地方では珍しい多重環濠集落である。独立丘陵上に位置するという地理的条件から、遺跡の範囲が明確であり、環濠と墓域を含む集落の全体像を把握することが可能である。また、土器形式の編年に基づき、弥生中期後半から後期後半に至る集落の変遷を知ることができる。
出土土器は、南関東系のもの以外に、中部高地や東海地方の系統を引くものがある。出土遺物には、土器のほか、A溝から出土した銅鐸形土製品（3点）と銅釧がある。銅鐸形土製品が1遺跡から3点も出土するのは珍しく、銅鐸文化圏外の本遺跡からこれらが出土したということは、東海地方の菊川式土器に類似した下戸塚式土器とともに、本遺跡と東海地方との交流をうかがわせるものである。本遺跡は、弥生時代における遠隔地間の交流と影響のあり方を知ることができる点でも貴重である。以上のように、本遺跡は、関東地方を代表する弥生時代集落遺跡であり、関東における弥生文化を理解するうえで重要な遺跡である。

## 文化財

### 国の史跡
- 午王山遺跡:2020年（令和2年）3月10日指定[16]

### 埼玉県指定有形文化財
- 午王山遺跡出土品（考古資料）:2018年（平成30年）2月27日指定[16]

### 和光市指定有形文化財
- 午王山遺跡第1次調査出土板碑群（考古資料）:2007年（平成19年）7月1日指定[16]